# الشعراء (قلعة السراغنة)
الشعراء  (بالإنجليزية: CHOARA)‏ هي جماعة قروية تابعة لإقليم قلعة السراغنة ضمن جهة مراكش تانسيفت الحوز بالمغرب. بلغ مجموع عدد سكان  الشعراء حسب إحصاءات 2004 حوالي 9577 نسمة يعيشون في 1489 أسرة.

## إحصاء عام
| السنة | عدد السكان | عدد الأسر | عدد الأجانب |
| ----- | ---------- | --------- | ----------- |
| 1994  | 8602       | 1216      | °°°°        |
| 2004  | 9577       | 1489      | 0           |